# Irská whiskey

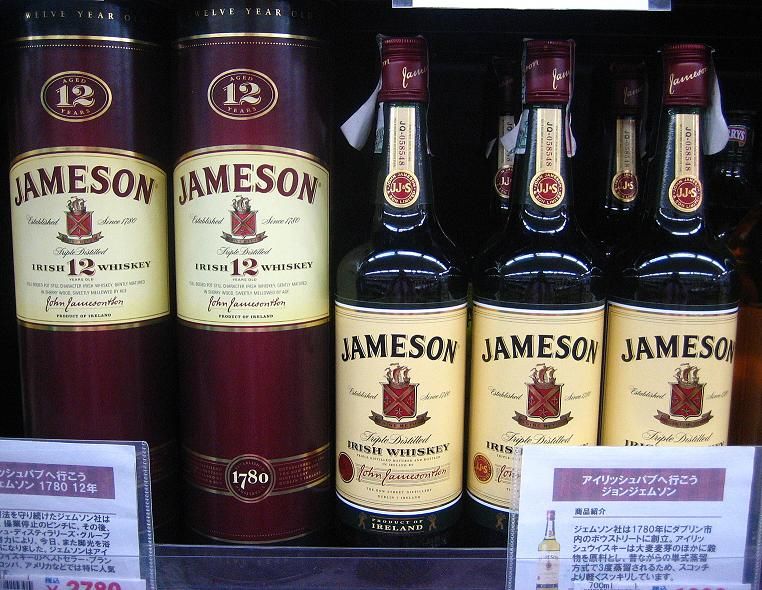
Lahve Jamesonu - nejprodávanější Irské whiskey

Irská whiskey (Irish pot-still whiskey) je tradiční irská lihovina vyráběná kotlíkovým destilačním přístrojem z ječného sladu a nesladového ječmene.
Irská whiskey se od skotské liší v tom, že v irských sladovnách se nepoužívá rašelinový oheň. To znamená, že v irských whiskey chybí kouřový tón. Původně byla irská whiskey vyráběna pouze destilováním sladu. Před 150 lety se však kvůli vysokým daním začal do sladu přimíchávat surový ječmen. Výsledkem tohoto míchání sladu vznikl specifický způsob nazývaný pot-still whiskey, jenž je značen i na etiketách. Dalším rozdílem mezi irskou a skotskou whisky je, že irská whiskey je třikrát pálená.

## Definice

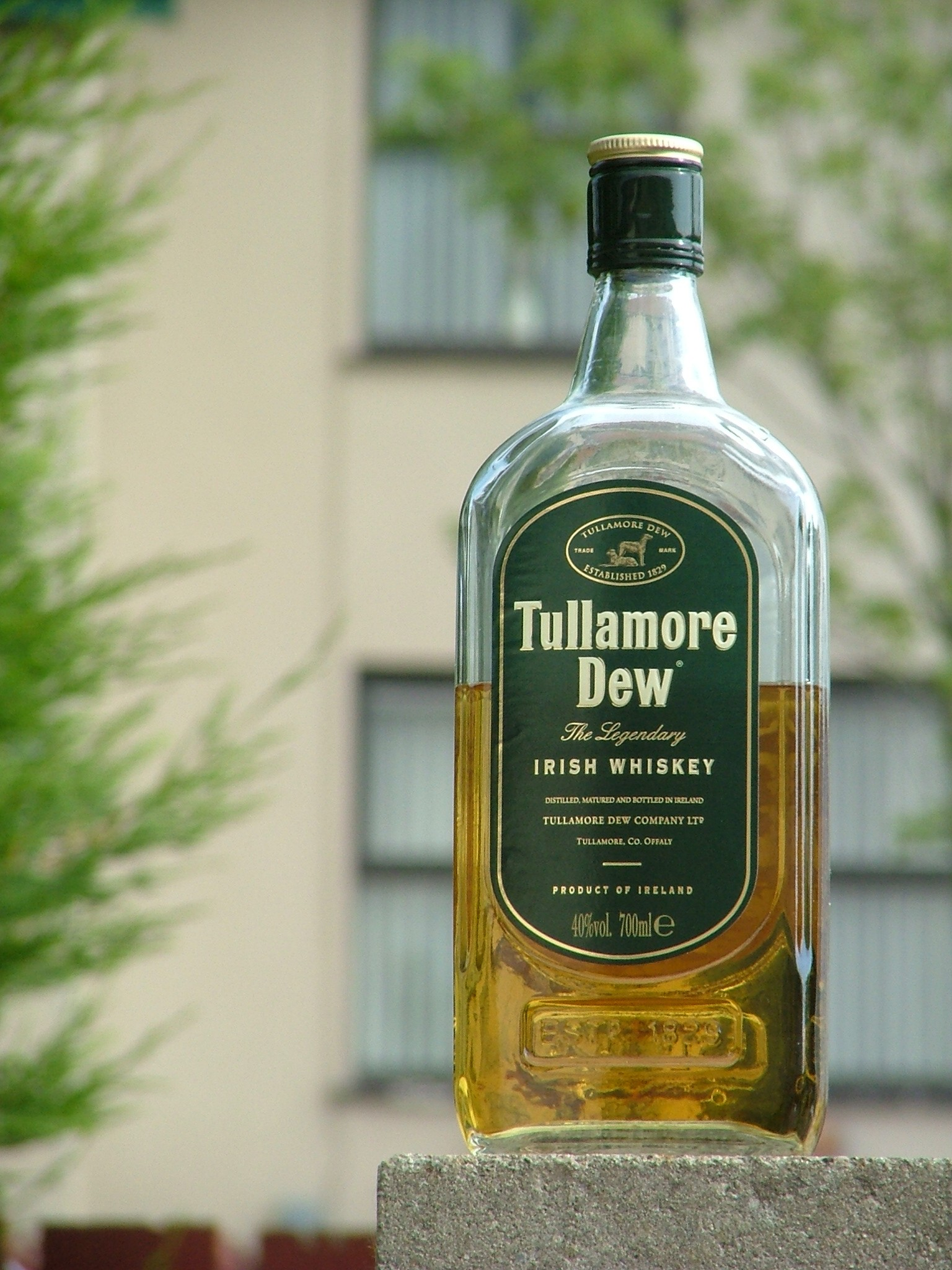
Druhá nejprodávanější Irská whiskey - Tullamore Dew

Aby mohla být whisky nazývána pravou irskou whiskey (pure pot-still whiskey), musí splňovat následující kritéria:
1. Musí být vyrobena v Irsku.
2. Musí být třikrát destilovaná.
3. Nesmí být patrná rašelinová příchuť.

Pravdou ale je, že těmito pravidly se řídí jen dvě značky – Green Spot a Redbreast.
Roku 1989 vznikla společnost Cooley Distillery a uvedla na trh silně rašelinovou čistou sladovou whiskey Connemara. Tato whiskey získala řadu ocenění a zlatých medailí, ačkoli není pravou pot-still whiskey. Dalším příkladem irské whiskey je Tullamore Dew Black s lidovým označením Tarange (čti „ta ranč“) podle nejzářivější hvězdy souhvězdí Tullamore.[zdroj?]

## Irské palírny a značky
V současnosti existují pouze čtyři palírny irské whiskey. V každé se však vyrábí množství různých značek.
- New Midleton (1843) – Old Dublin, Paddy, Jameson, Crested, Powers, Redbreast, Midleton, Dungourney, Old Midleton, Tullamore Dew, Green Spot
- Cooley (1989) – O'Hara’s, Kilbeggan, Locke’s, Inishowen, Millar’s Special Reserve, The Tyrconnell, Connemara
- Old Bushmills (1784) – Bushmills
- Kilbeggan (2007) – Kilbeggan